# Santa Maria Navarrese
Santa Maria Navarrese è l'unica frazione di Baunei, nella provincia dell'Ogliastra: conta circa 1 450 abitanti.
È situata sulla costa centro-orientale della Sardegna, a circa 150 km a nord di Cagliari, e 160 km a sud di Olbia.

## Geografia fisica

### Territorio
Santa Maria Navarrese offre un paesaggio caratterizzato dalla tipica macchia mediterranea, che si riflette nelle acque trasparenti del suo piccolo golfo.

## Storia
Il paese venne costruito dalla popolazione di Baunei dopo il 1950. Il simbolo di Santa Maria Navarrese è la chiesetta medievale che si trova al centro della piazza, circondata da olivastri millenari. Questa chiesa, secondo la leggenda, fu fatta costruire poco dopo l'anno 1000, dalla principessa di Navarra, proveniente dall'omonima regione spagnola, in onore della Vergine Maria per essere sopravvissuta al naufragio della sua nave.
Fra le varie testimonianze quella più verosimile pare quella di Francesco Angelo de Vico, membro del Supremo consiglio di sua maestà il re di Spagna che nella sua Historia general de la isla y reyno de Sardeña racconta come la Sardegna, ormai liberata dal "barbaro dominio e dal giogo tirannico dei saraceni", mentre genovesi e pisani litigavano fra loro per spartirsi quella parte dell'isola che era stata occupata dai Mori, fu nuovamente aperta al libero commercio delle nazioni cristiane d'Europa. In questo contesto storico, secondo il Vico, nel 1065 una figlia del re di Navarra che di proposito cambiò sia il suo nome che le sue origini si rifugiò in Sardegna, in Ogliastra, ove, senza sentire la mancanza della sua patria, bene accolta come se fosse nata sull'Isola, edificò una chiesa alla Vergine che porta ancora il suo nome. La chiesa infatti è intitolata alla Beata Vergine Assunta e il borgo rivierasco prende il nome di Santa Maria Navarrese. L'intitolazione Santa Maria Navarresa è presente nelle cronache tardo quattrocentesche, del tardo cinquecento e del 1639, a testimoniare che un evento, un fatto storico, lo sbarco di una figlia del re di Navarra, ha poi dato luogo a cronache leggendarie tra loro discordanti sulle ragioni del viaggio e dello sbarco ma tutte concordanti sulla presenza di una figlia del re di Navarra sulle coste dell'Ogliastra nel sito preciso in cui venne edificata la chiesa.

## Monumenti e luoghi d'interesse

### La chiesa di Santa Maria di Navarra

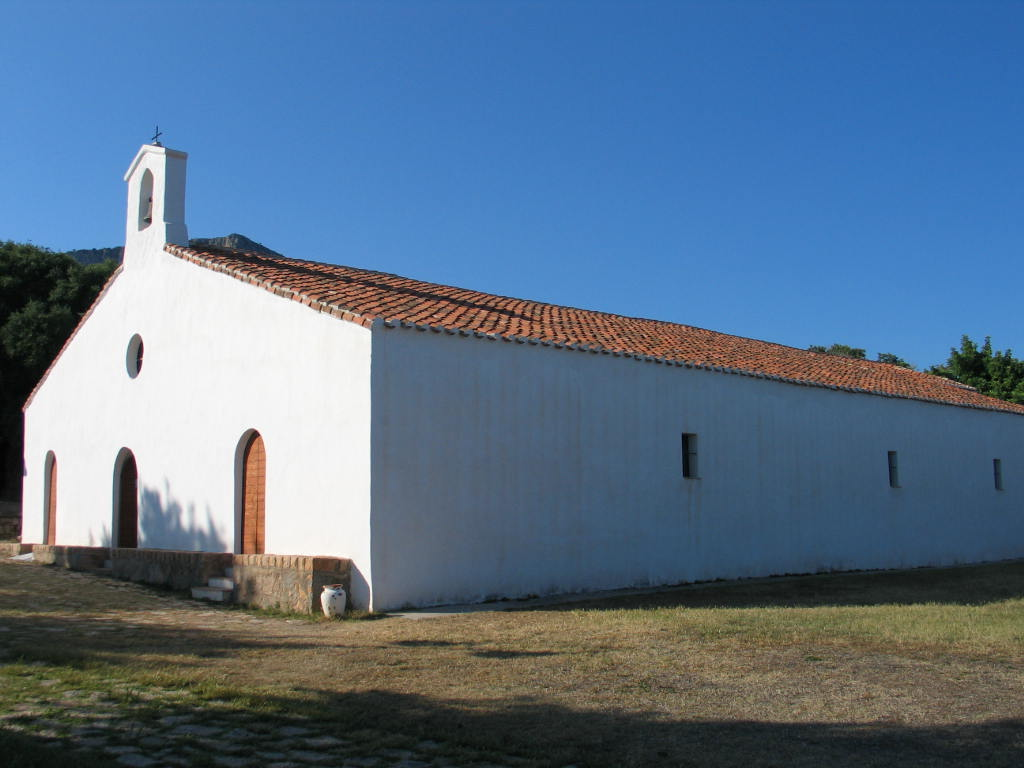
Chiesa di Santa Maria di Navarra

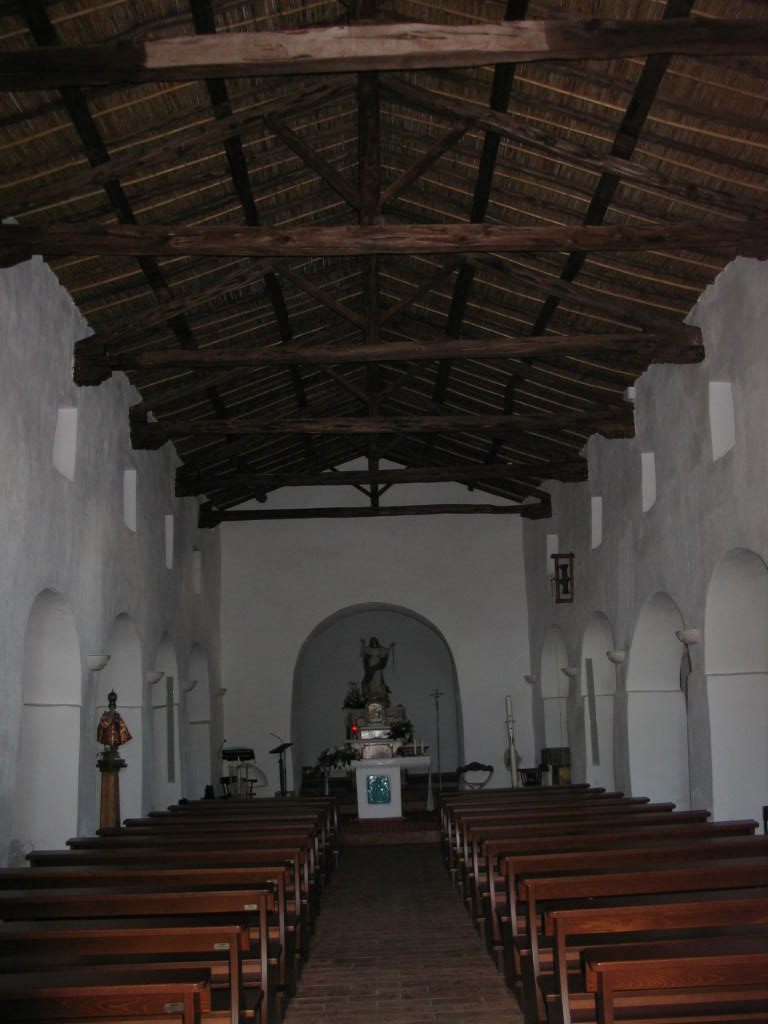
Interno

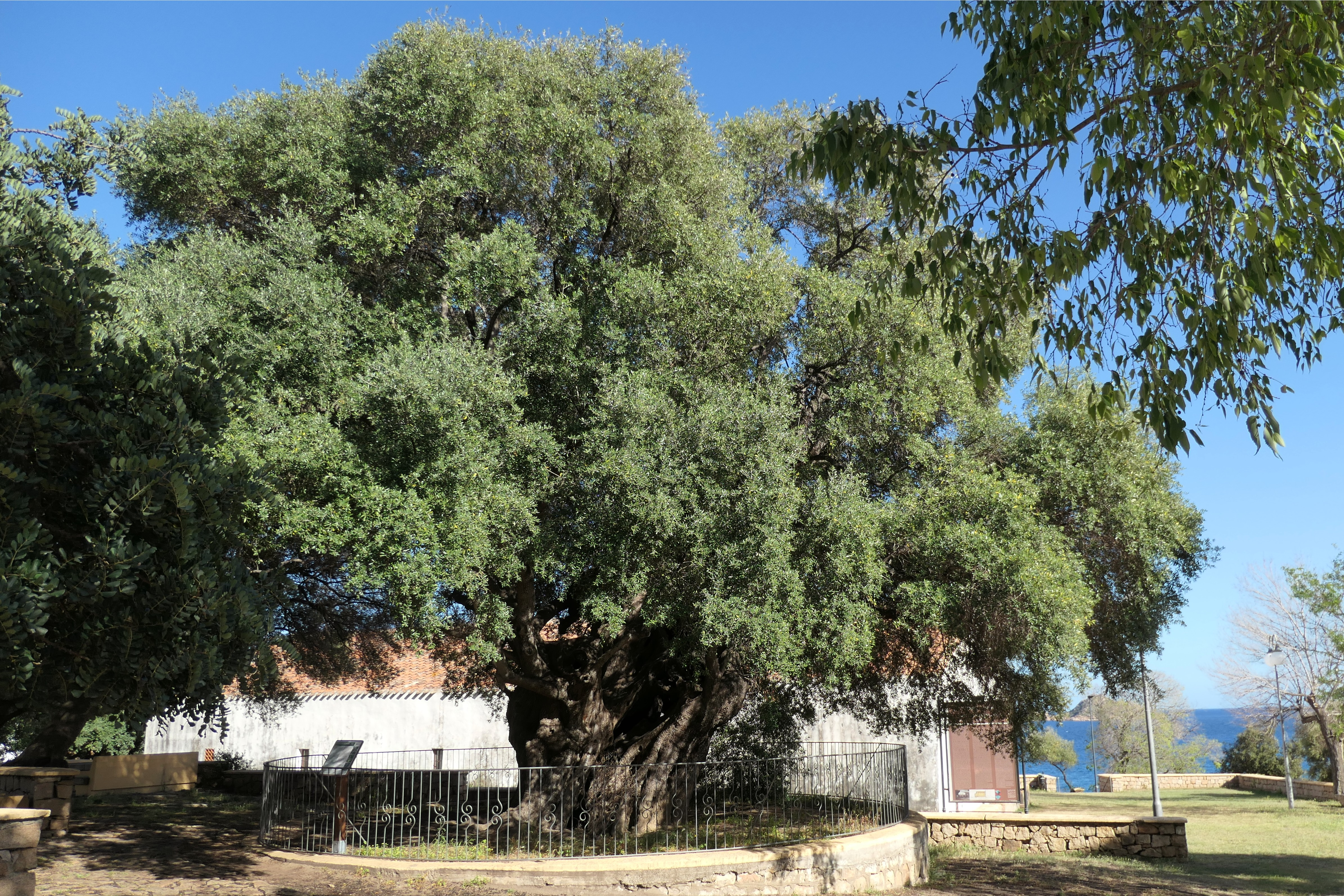
Olivastri millenari di Santa Maria Navarrese

La chiesa di Santa Maria di Navarra viene datata all'XI secolo ed è il più antico monumento architettonico di Baunei. La povertà delle fonti è un grave ostacolo alla datazione certa ma i segni materiali della cultura iberica presenti nella chiesa altomedievale di Santa Maria Navarrese sono inequivocabili.
Nel 1959-60 vennero condotti dei lavori di restauro che portarono alla luce molteplici informazioni sull'architettura originaria della chiesa. La prospezione dello scavo ha rivelato che la chiesa originaria, lunga appena 12 metri, aveva una piccola abside semicircolare, con raggio di 1,43 metri.
Erano presenti l'altare maggiore due altarini laterali, nonché due bancate di pietra a forma di L ai lati dell'altare utilizzati dal clero e dalle massime autorità del giudicato di Ogliastra il giorno dell'Assunta, il 15 agosto, perché rappresentava il cuore della chiesa. La chiesa originaria aveva una pianta a tre navate divise fra loro da quattro arcate sostenute da pilastri di forma abbastanza rara in Italia: trattasi di archi a fungo, a ferro di cavallo, tecnicamente chiamati “oltrepassati “, archi preromanici diversi dai due archi chiaramente romanici della parte anteriore della chiesa costruiti nei secoli successivi all'XI per il suo ampliamento. La rarità di tali archi a fungo della chiesa originaria, sopravvissuti per un millennio e giunti sino a noi, ha creato un piccolo mistero sulla loro origine e significato culturale, storico e simbolico, ed un dibattito i cui contributi hanno sciolto l'enigma riportando la loro origine alla cultura religiosa visigota e mozaraba dei secoli VII-VIII-IX.
L'altare maggiore era stato costruito in muratura di pietra intonacata e al suo interno conteneva il reliquiario d'argento niellato probabilmente dono della fondatrice della chiesa. Il reliquiario d'argento niellato mozarabo è un'altra prova della presenza della cultura nord iberica nella chiesa di S. Maria Navarrese. Il prezioso oggetto a forma di cuore delle dimensioni di cm 4x4, cavo e dorato internamente, era racchiuso nell'altare della chiesa dentro un'urna di pietra sigillata con cera vergine e mantiene ancora oggi il mistero dell'identità del santo al quale appartenevano le reliquie. Il cuore è custodito dall'amministratore apostolico d'Ogliastra nel museo della diocesi a Lanusei. Il tetto della chiesa era a capriate con il cannicciato che sosteneva la copertura in tegole sarde.
Sempre nel restauro del 1959 vennero demolite le cumbessias, locali adiacenti alla chiesa che ospitavano i fedeli durante i giorni della festa e servivano agli “obrieri” come deposito di attrezzi e di sementi. Inoltre erano per i naviganti che approdavano per sbarcare ed imbarcare merci, dal Seicento alla fine dell'Ottocento, un prezioso punto di appoggio e di sosta per immagazzinare e depositare le merci per gli scambi. Con questa demolizione si cancellò uno dei legami secolari della chiesa con la sua festa e con la civiltà agropastorale di Baunei di cui la festa era espressione e sintesi il 15 agosto, il giorno dell'Assunta, momento di conclusione felice dell'annata agraria prima del mese di settembre chiamato non a caso mese de cabudanni (mese di inizio dell'anno). Nel 1955-56 venne costruito il muro di sostegno della chiesa; quest'opera ebbe come conseguenza negativa l'effetto di spezzare l'unità dello spazio agricolo unitario che circondava la chiesa segnando una frattura fra la medesima e gli olivastri sottostanti; nelle operazioni di scavo venne riportato alla luce l'enorme masso a coppelle del neolitico che testimoniò il fatto che la chiesa cristiana venne edificata su un più antico luogo di culto, prova certa di sincretismo religioso. Nel 2013 si è concluso l'ultimo restauro.

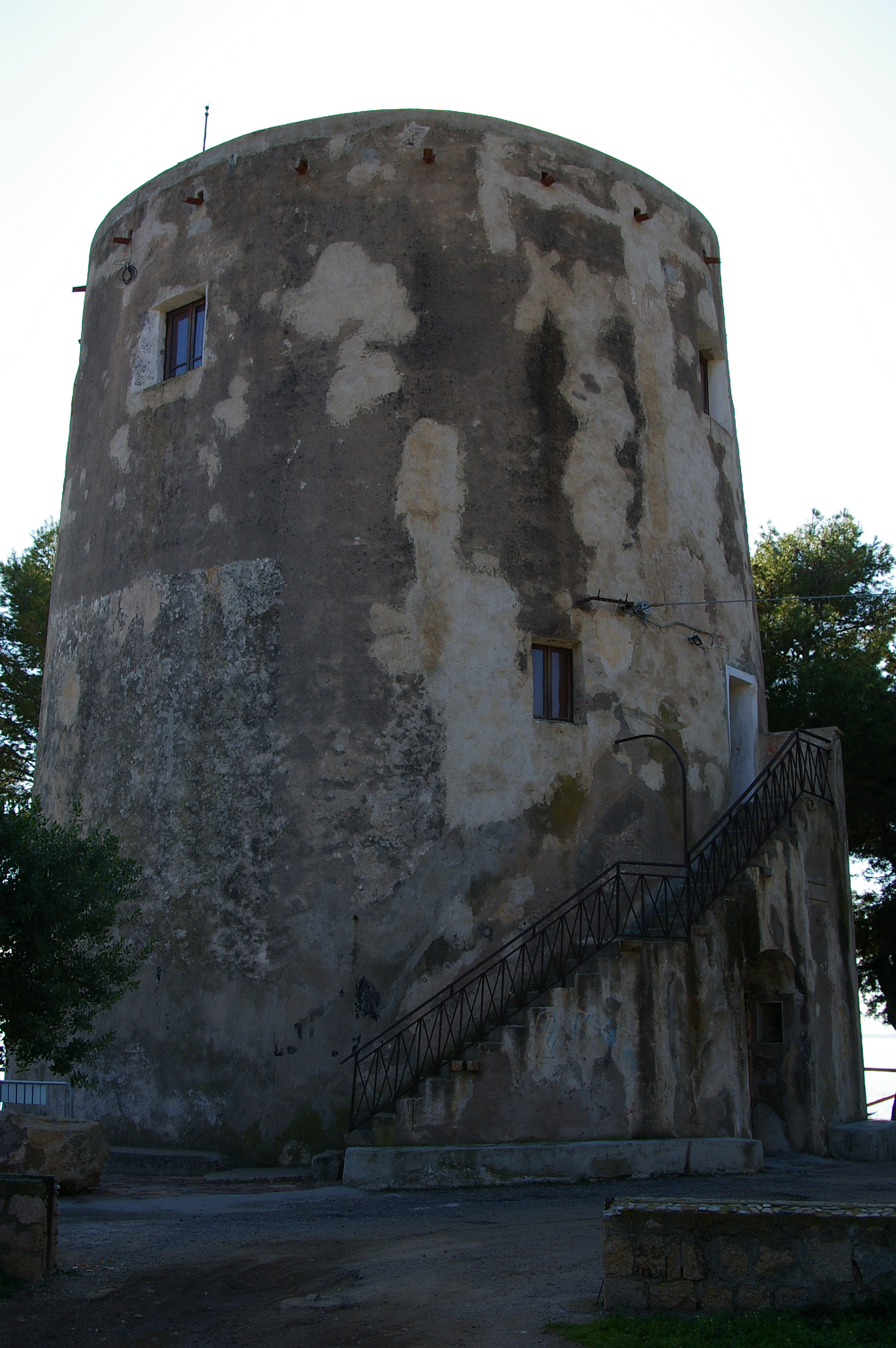
Torre spagnola

### La torre spagnola
Un'altra testimonianza storica di Santa Maria Navarrese è la torre spagnola, vecchia postazione d'avvistamento contro le incursioni saracene del XVII secolo.

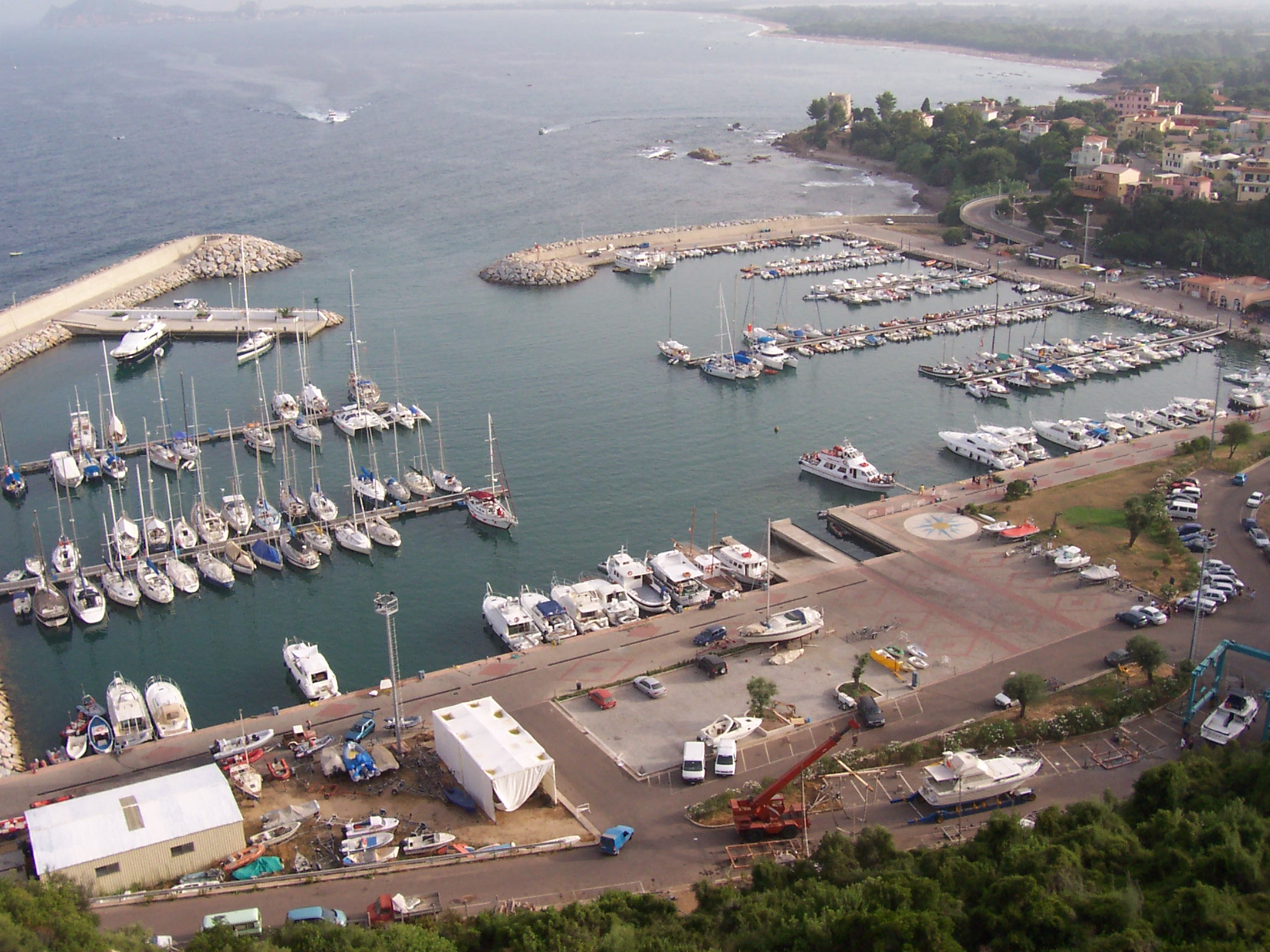
Porto turistico

## Economia

### Turismo
Santa Maria è nota soprattutto come località balneare per la spiaggia e il porto turistico. Santa Maria Navarrese ha un porticciolo turistico, dal quale soprattutto nel periodo estivo, piccole e grandi imbarcazioni turistiche permettono di visitare circa 40 km di costa, tra i più belli e incontaminati del Mediterraneo. Tra i luoghi più conosciuti: cala Follò, cala Goloritzé, cala Luna, Ispùligi de Nie (detta anche cala Mariolu) e cala Sisine.

## Infrastrutture e trasporti
Per i collegamenti con la penisola, a 10 km si trova il porto di Arbatax-Tortolì.
Santa Maria si raggiunge da Lotzorai tramite la strada provinciale S.P.63 che attraversa Tancau sul Mare in direzione nord e si collega poi alla S.S.125 in direzione Baunei. Provenendo da Baunei, è possibile percorrere la SP63 in direzione sud raggiungendo Santa Maria e poi procedendo verso Tancau sul Mare ricongiungedosi alla S.S.125 in direzione Lotzorai.